# Gossel
Gossel ist ein Ortsteil der Landgemeinde Geratal im Ilm-Kreis in Thüringen in Deutschland.

## Geografie

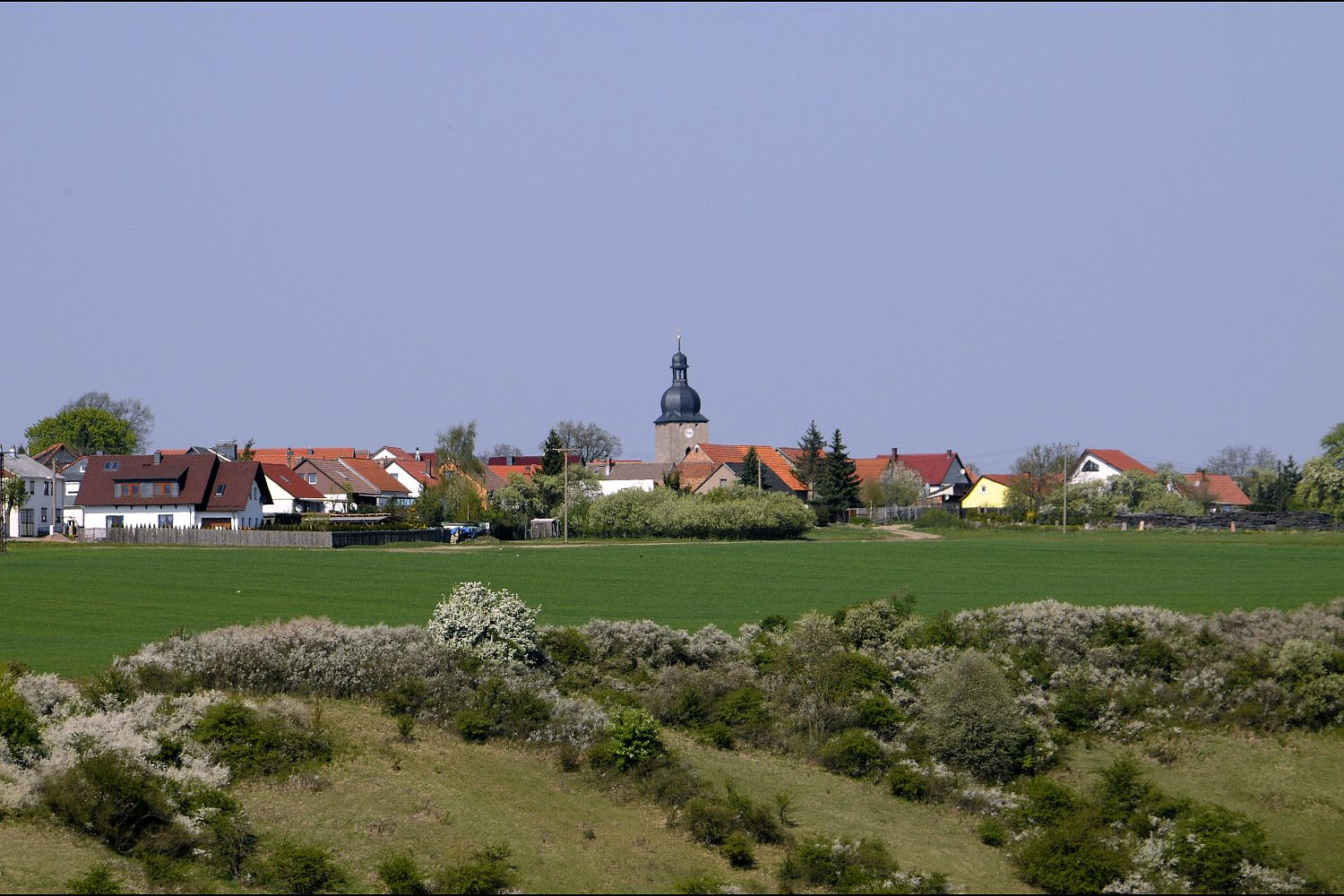
Blick auf Gossel

Gossel liegt auf dem „Gosseler Plateau“, das zur Ohrdrufer Platte gezählt wird und aus einer etwa 500 Meter hoch gelegenen Muschelkalkformation besteht. Das Gosseler Plateau nimmt den südwestlichen Teil der Gemarkung ein, wo auch der Ort Gossel liegt. Im Norden durchläuft das Jonastal das Ortsgebiet. Es bildet einen reizvollen, knapp 100 Meter tiefen Einschnitt in die Ohrdrufer Platte. Die Gebietsteile nördlich des Jonastals sind bewaldet und gehören zum Truppenübungsplatz Ohrdruf. Im Osten des Ortes zwischen Gossel und dem Nachbarort Espenfeld befinden sich ebenfalls einige Waldgebiete. Westliche Nachbarorte sind Crawinkel und Wölfis, im Süden liegt Liebenstein. Der Thüringer Wald beginnt etwa fünf Kilometer südwestlich des Ortes.

### Nachbarorte
Im Uhrzeigersinn, beginnend im Norden: Amt Wachsenburg, Arnstadt, Plaue, Liebenstein, Crawinkel, Wölfis

## Geschichte
Gossel wurde 1143 erstmals urkundlich erwähnt. Am 10. Juli 1671 schlugen vier Blitze eines Gewitters ein und entfachten eine Feuersbrunst, wodurch die Kirche nebst ihrem Turm und den vier Glocken, sowie alle „geistlichen und gemeinen“ Gebäude und 34 Häuser (Ställe und Scheunen nicht mitgezählt), in Asche gelegt wurden. Hinzu kam ein Hagelschauer, der die Ernte zunichtemachte. Das geschah nur wenige Jahrzehnte nach dem Dreißigjährigen Krieg, in dem die durchziehenden schwedischen Truppen den Ort fast völlig niedergebrannt hatten. Bis Ende des 18. Jahrhunderts war der Handel eine wichtige Einnahmequelle: Der Ort verfügte – ähnlich wie sein Nachbarort Crawinkel – über etliche Fuhrleute, die die hiesigen Waren und Produkte nach Norddeutschland sowie über den Thüringer Wald nach Nürnberg und Frankfurt exportierten und auf dem Rückweg Kaffee, Tee, Zucker, Gewürze und andere Waren für Gossel und die Nachbarorte mitbrachten.
Ein Großbrand vernichtete im Jahre 1849 19 Wohngebäude und das Pfarrhaus, die Kirche jedoch blieb verschont. Verschont blieb sie auch im Jahre 1945, als sich beim Herannahen der Amerikaner eine Einheit der Waffen-SS im Dorf verschanzt hatte. Allerdings gibt es folgenden Bericht der Feuerwehr des benachbarten Ortes Liebenstein: „Im Januar 1944 wurde die Nachbargemeinde Gossel im Zentrum (um die Kirche herum) von Brandbomben getroffen. Die Kirche und benachbarte Bauernhöfe brannten. Die Liebensteiner Wehr eilte mit ihrer Motorspritze am Traktor von Otto Ehrhardt (Gutsbesitzer) zu Hilfe“.
Der Ort gehörte zum Amt Wachsenburg, das 1640 zum Herzogtum Sachsen-Gotha, ab 1672 zum Herzogtum Sachsen-Gotha-Altenburg und 1826 zum Herzogtum Sachsen-Coburg und Gotha kam.
1994 kam Gossel zum Ilm-Kreis. Ab 1996 gehörte es der Verwaltungsgemeinschaft Oberes Geratal an. Der Verwaltungssitz war in der Gemeinde Gräfenroda. Mit Auflösung der Verwaltungsgemeinschaft am 1. Januar 2019 kam Gossel zur Landgemeinde Geratal.

### Einwohnerentwicklung
Entwicklung der Einwohnerzahl:
| - 1843 – 458 - 1939 – 700 - 1989 – 558 - 2005 – 525 - 2010 – 494 - 2015 – 465 |

 Datenquelle: ab 1994 Thüringer Landesamt für Statistik – Werte vom 31. Dezember

## Politik

### (Ortsteil-)Bürgermeister und Ortsteilrat
Der Ortsteilbürgermeister von Gossel ist seit dem 1. Juli 2022 David Atzrott, er wurde zuletzt bei den Kommunalwahlen in Thüringen am 26. Mai 2024 im Amt bestätigt. Atzrott bildet zusammen mit vier weiteren Mitgliedern den Ortsteilrat. Zuvor waren von 1994 bis 1999 Hartmut Unger (CDU) und von 1999 bis 2019 Andreas Gundermann (CDU) die ehrenamtlichen Bürgermeister von Gossel. Nach der Eingemeindung nach Geratal fungierte Gundermann von 2019 bis 2022 als Ortsteilbürgermeister.

### Wappen
Das Wappen wurde vom Heraldiker Frank Diemar gestaltet und am 1. März 1995 durch das Thüringer Landesverwaltungsamt genehmigt.
Blasonierung: „In Schwarz das Brustbild eines Mannes mit goldenem Bart und Haaren im goldenen Gewand und einem mit einer Muschel verzierten goldenen Hut, in beiden Händen einen goldenen gekrümmten Stab haltend, rechts oben begleitet von drei (2:1) goldenen Kugeln; im goldenen Schildfuß drei balkenweise angeordnete schwarze gemeine Kreuze.“
Das Hauptmotiv des Wappens geht auf ein seit dem 17. Jahrhundert verwendetes Siegelmotiv zurück; der heilige Jakobus mit Pilgerstab könnte möglicherweise mit dem ehemals in der Nähe des Ortes vorhandenen Zisterzienser-Nonnenkloster in Verbindung gebracht werden, das als Wallfahrtsort diente. Eine 1909 geschaffene St.-Jakobs-Plastik ist im Ortsbild bis heute erhalten. Die dem Symbol beigegebenen drei Kugeln stehen als Attribute des heiligen Nikolaus für eine nicht mehr existierende Kirche in Gossel, die diesem Heiligen gewidmet war. Die drei Kreuze im Schildfuß symbolisieren drei in der Ortslage vorhandene Sühnekreuze.

## Kultur und Sehenswürdigkeiten

### Dorfkirche

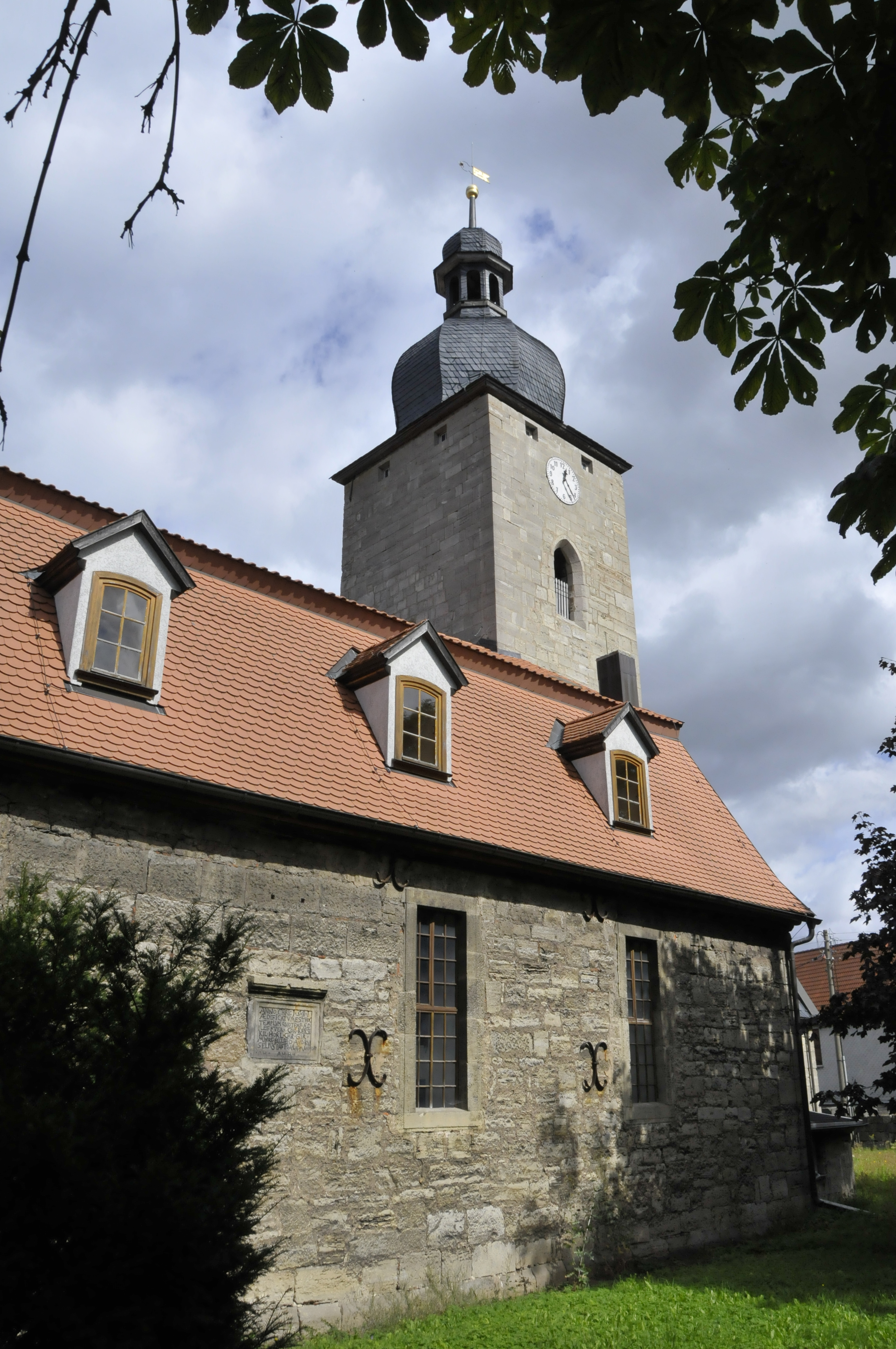
Marienkirche

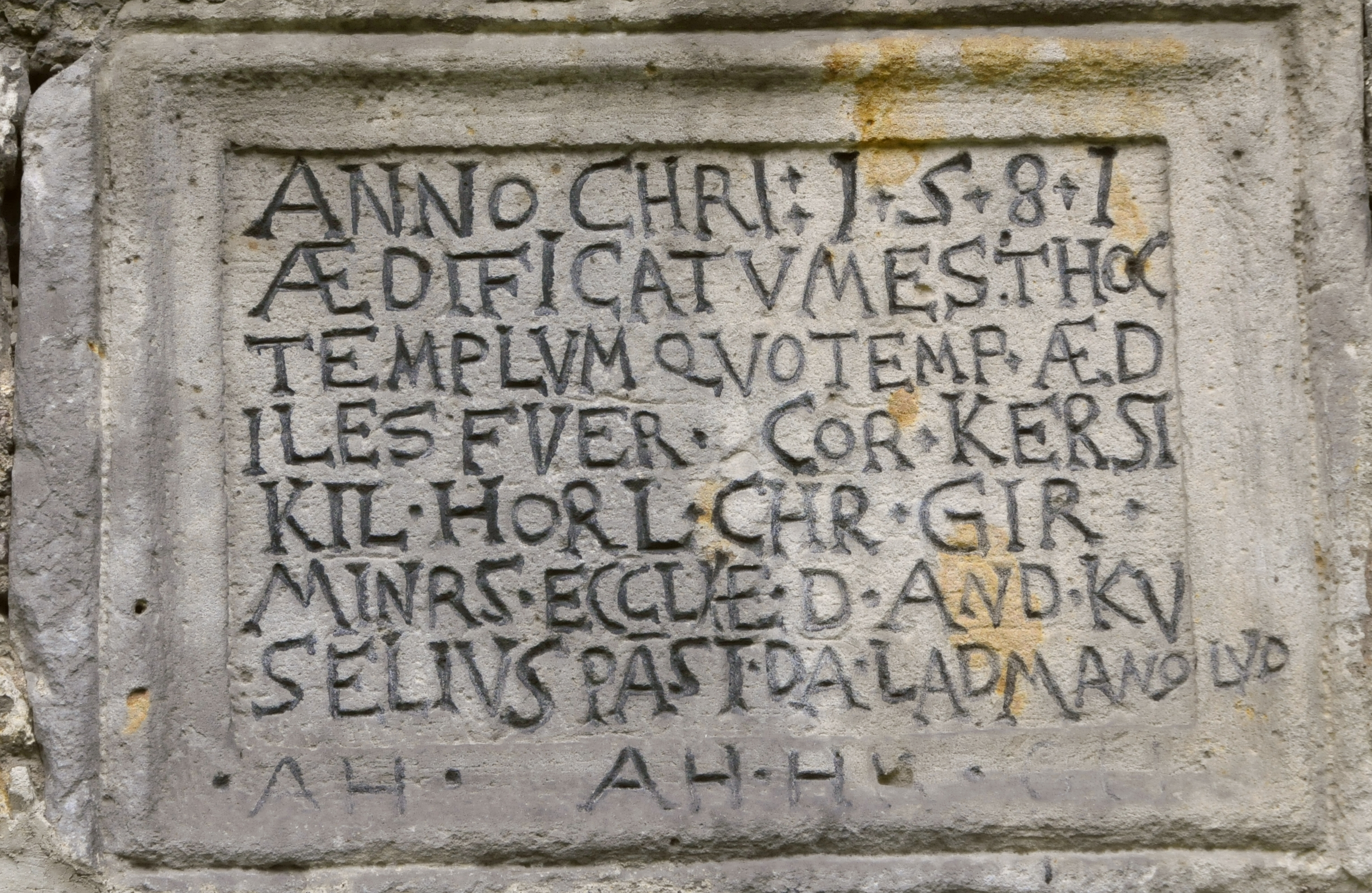
Jahrestafel an der Kirche

Die Marien-Kirche wurde Mitte des 13. Jahrhunderts als Klosterkirche erbaut, die heutige Gestalt ist von 1581. Das geht auch aus einer Inschrift hervor, die als Steintafel in der Kirchenwand eingelassen ist. 1675 erfolgte nach dem unter „Geschichte“ geschilderten Brand ein Umbau, mit finanzieller Unterstützung durch Herzog Ernst I. Die Kirche überstand unbeschadet auch einen Großbrand im Jahre 1849 sowie den Einmarsch der Amerikaner in 1945. Allerdings richtete ein Blitzeinschlag am Pfingstsamstag 1992 erheblichen Schaden an Turm, Dach und elektrischer Anlage an, verschonte aber das Kirchenschiff.
Die frühbarocke Ausstattung ist bis 1680 entstanden. Die Emporenfelder sind mit Szenen der biblischen Geschichte geschmückt (1703). Die Kirche bekam um 1860 eine Knauf-Orgel mit einem Prospekt aus der ersten Hälfte des 19. Jahrhunderts aus der Ratzmann-Werkstatt. Anlässlich einer Umgestaltung 1979 wurde der Altar aus einer Nische des Chorraums an seine heutige Stelle gerückt und an seinem alten Standplatz eine Taufkapelle eingerichtet.
Die Kirchgemeinde gehört zum Kirchspiel Wölfis.

### Gedenkstätten
Auf dem Ortsfriedhof erinnern Grabstätten und ein Gedenkstein an sieben Personen, die im Zweiten Weltkrieg nach Deutschland verschleppt und Opfer von Zwangsarbeit wurden.

### Steinkreuze

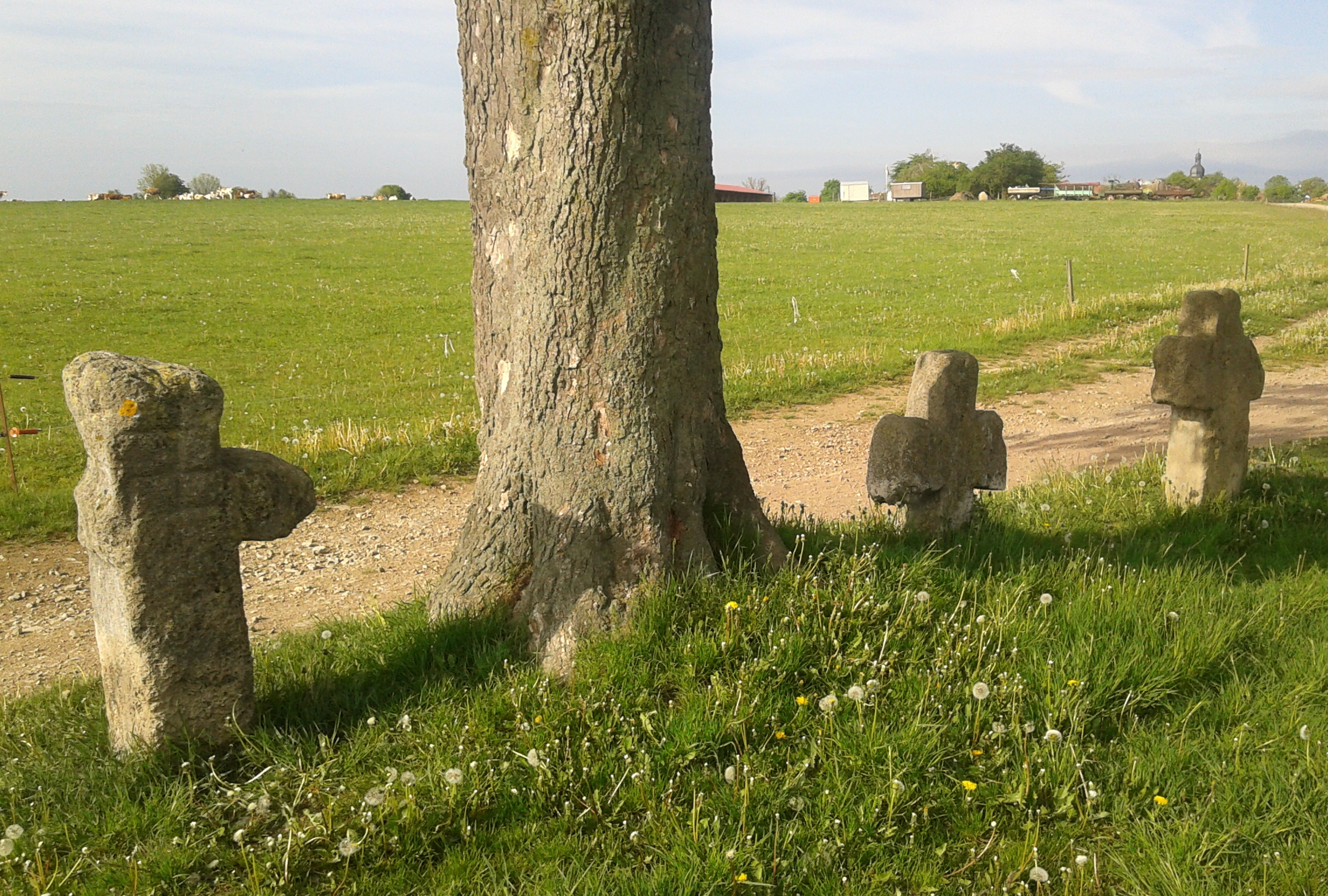
Steinkreuze bei Gossel

Von den ehemals sieben Kreuzen bei Gossel sind heute nördlich des Ortes nur noch drei Steinkreuze vorhanden. Die Standorte der vier fehlenden Kreuze waren 1993 noch nachweisbar. Das Steinkreuznest befindet sich auf dem weithin sichtbaren Berg Ebanotte (517,8 m ü. NN), an dem ein alter Höhenweg vom Thüringer Wald über das Gosseler Plateau und die Alteburg nach Arnstadt führte. Steinwälle auf der Ebanotte lassen auf eine vorgeschichtliche Burgstelle schließen.
Der alte Handelsweg ist heute noch als Teil der Verbindung von Gossel nach Espenfeld erhalten: Von der Arnstädter Straße zweigt etwa 200 m hinter dem Ortsende der Weg nach rechts ab und führt über den Nordwesthang der Ebanotte wieder zurück zur Straße nach Espenfeld. Man erzählt sich, dass die Steinkreuze an Wallfahrer erinnern, die nach einem Zechgelage im Wirtshaus in Streit geraten waren und von denen am Ende sieben erschlagen wurden. (Lage →)

### Zimmermannskreuz

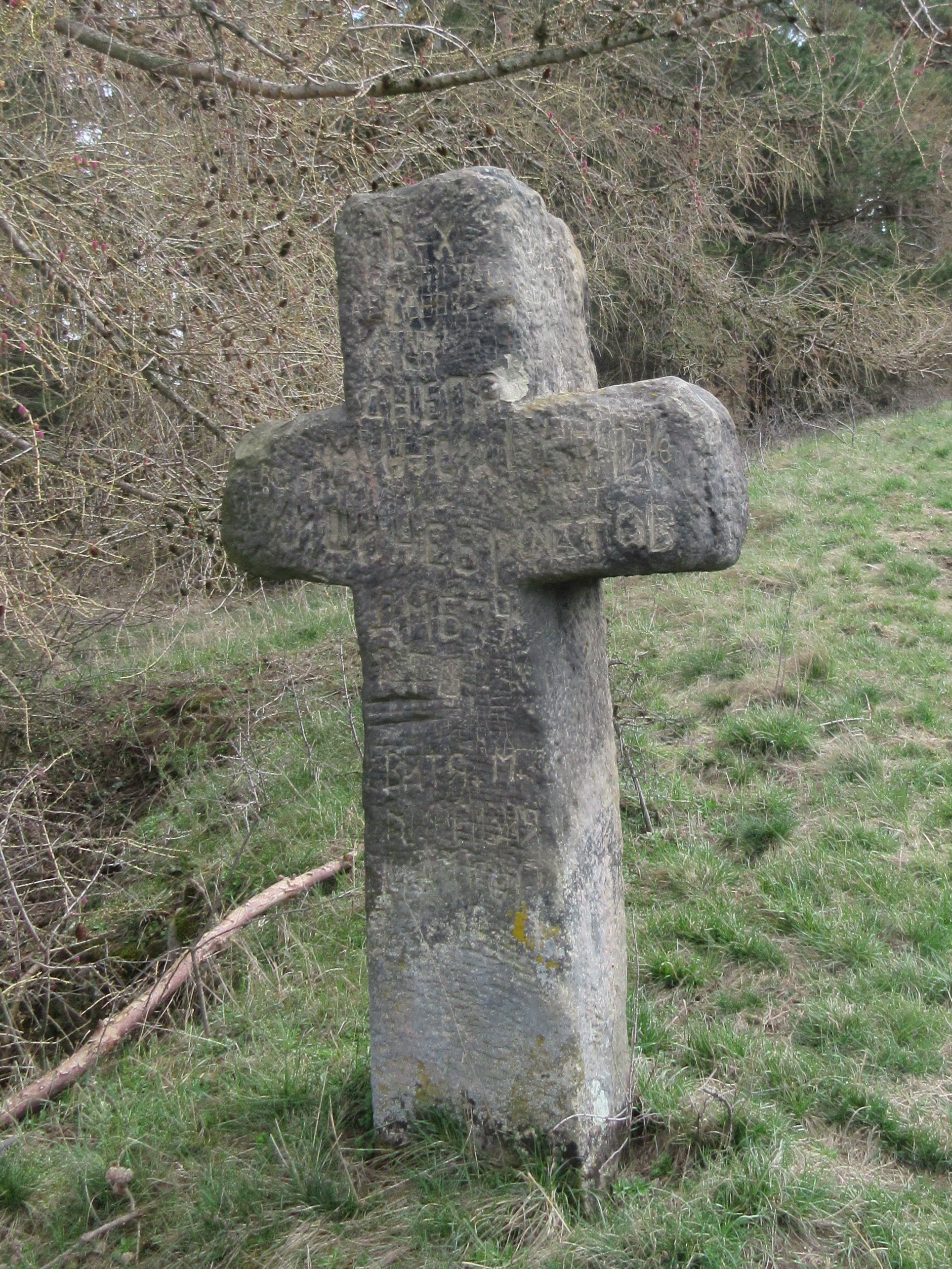
Zimmermannskreuz auf der Ebanotte in Gossel

Auf der Gemarkung von Gossel, abseits der Straße in Richtung Espenfeld auf dem Berg Ebanotte befindet sich noch das Zimmermannskreuz, auch das Einzelne Kreuz genannt. Es soll entweder einen Friedhof kennzeichnen, hier soll jemand erfroren sein oder hier wurde der letzte Waller erschlagen. Genaue Angaben zu dem Kreuz sind jedoch noch bekannt.

### Osterpfitzen
Eine langjährige Tradition ist das Osterpfitzen der Burscheninnung seit 1912.

## Persönlichkeiten
- Johann Nicolaus Hanff (* 25. September 1663 in Gossel; † Weihnachten 1711 in Schleswig), deutscher Organist
- Johann Valentin Scherlitz (* in Gossel; † 1793 Gotha), Kammermusikus und Hoforganist des Herzogs Ernst Friedrich[14]
- Jens Filbrich (* 13. März 1979 in Suhl), deutscher Ski-Langläufer, wohnt seit 1997 in Gossel
- Konrad Bach (* 6. Oktober 1940; † 28. März 2019 in Gossel), Komponist und Dirigent bei den Thüringer Symphonikern Saalfeld-Rudolstadt und am Landestheater Eisenach[15]